# Dalimierz (osada)
Dalimierz – osada w Polsce, położona w województwie zachodniopomorskim, w powiecie koszalińskim, w gminie Polanów. Miejscowość wchodzi w skład sołectwa Gołogóra.
W latach 1975–1998 wieś położona była w województwie koszalińskim.